# Futurama (álbum)
Futurama es el segundo álbum de estudio por la banda británica Be-Bop Deluxe, publicado el 23 de mayo de 1975 por Harvest Records. 

## Grabación y producción
Después de que la formación de Be-Bop Deluxe cambiará, la banda grabó el álbum con el miembro fundador Bill Nelson (guitarras, teclados y voces), Charlie Tumahai (bajo y coros) y Simon Fox (batería). El álbum fue grabado en los estudios Rockfield en Gales, y fue producido por Roy Thomas Baker, quien también produjo los primeros álbumes de Queen.

## Recepción de la crítica
Bruce Eder, escribiendo para AllMusic, describió el álbum como “Un poco débil en el contenido de composición de canciones, aunque era larga en pasajes de música virtuosa”. Head Heritage comentó que «Sound Track» es una de las “piezas centrales” del álbum, argumentando que, “aunque es solo un toque de más de seis minutos, se siente como una epopeya de 20 minutos con 30 minutos de otras epopeyas que suenan a la vez”. Jay Gent de We Are Culture escribió: “Futurama es gigantesca y abrumadora, con una grandilocuencia wagneriana y gran dramatismo en cortes”.

## Relanzamientos
Futurama fue publicado por primera vez en CD a través de Harvest/EMI Records en 1990. Esta edición presentaba 3 bonus tracks, incluyendo la versión editada de «Between the Worlds». El 25 de junio de 2008, el álbum fue reeditado en Japón por Harvest Records, e incluía unas notas de álbum escritas por Atsushi Fukatami.
Once años después, Futurama fue relanzada otra vez por Esoteric Recordings el 31 de mayo de 2019. Publicada como una caja recopilatoria de edición limitada de 2 CDs, está edición contenía 15 bonus tracks y una nueva mezcla del álbum hecha por Stephen W Tayler. El sitio web Hi-Res Edition escribió: “Si eres fanático de Be-Bop Deluxe, esta es una caja fantástica para agregar a tu colección. Para los amantes del art rock e incluso del rock progresivo, Futurama es digno de tus oídos.

## Lista de canciones
Todas las canciones escritas y compuestas por Bill Nelson.
Lado uno
1. «Stage Whispers» – 3:04
2. «Love with the Madman» – 3:12
3. «Maid in Heaven» – 2:26
4. «Sister Seagull» – 3:35
5. «Sound Track» – 6:18

Lado dos
1. «Music in Dreamland» – 4:45
2. «Jean Cocteau» – 2:52
3. «Between the Worlds» – 3:19
4. «Swan Song» – 6:09

## Créditos
Créditos adaptados desde las notas del álbum.
Be-Bop Deluxe
- Bill Nelson – voz principal y coros, guitarra, teclado
- Charlie Tumahai – bajo eléctrico, coros
- Simon Fox – batería, percusión

Músicos adicionales
- Peter Oxendale – arreglos orquestales (6)
- Grimethorpe Colliery Band – brass band (6)
- John Berryman – director de orquesta (6)
- Andy Evans – contrabajo (7)

Personal técnico
- Roy Thomas Baker – productor
- Gary Lyons – ingeniero de audio
- Pat Moran – ingeniero de audio
- George Hardie – diseño de portada